# De Holsteen

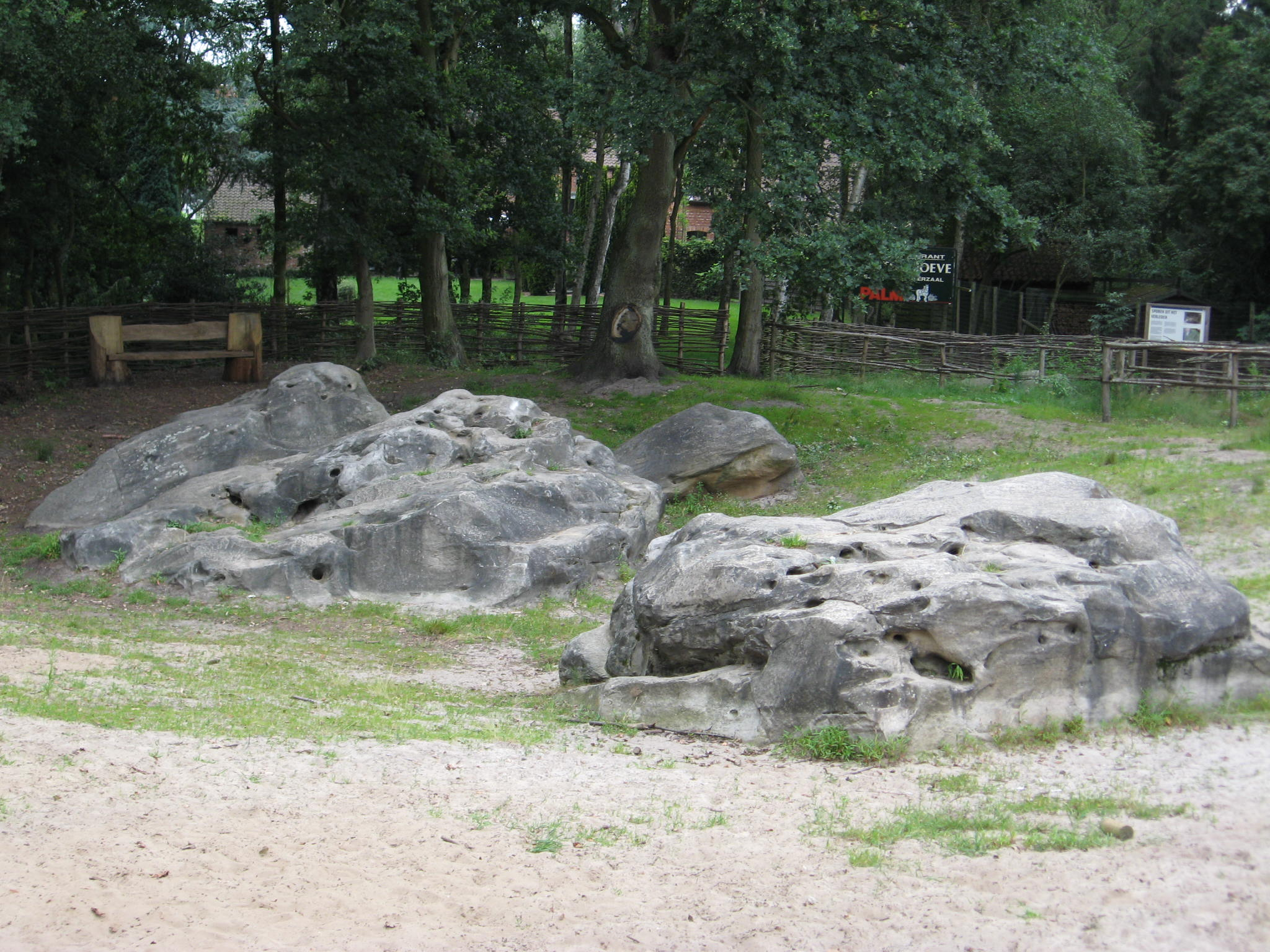
De Holsteen

De Holsteen is de verzamelnaam voor acht grote, miocene zandstenen in de Belgische gemeente Zonhoven. De zandstenen zijn voorzien van grillige gaten en de meest noordelijke steen is daarnaast ook voorzien van groeven en een polijstvlak. Deze laatste steen is de enige vaste prehistorische polijststeen van Vlaanderen. Het terrein is sinds 1967 beschermd als landschappelijk erfgoed.

## Geschiedenis
De stenen zijn op natuurlijke wijze ontstaan. Tot zo'n 16 tot 20 miljoen jaar geleden kwam de Diestiaanzee nog tot in Midden-Limburg. Door afzetting van zeezand dat rijk aan kwarts was, zijn de stenen in twee fasen gevormd. In een eerste fase, tijdens het miocene tijdperk Burdigaliaan werd de Formatie van Bolderberg gevormd, daarna werd het afgezette zeezand bedekt met nieuwe lagen en in een tweede fase die plaatsvond tot 10.000 jaar geleden, vormde er zich een dunne, harde korst rond de zandsteen. De gaten in de stenen zijn overblijfselen van de gangen van dieren of wortels in het zand voordat het versteende. Deze gaten werden later verder uitgeschuurd door de wind en het water.
In de omgeving van de stenen was er al vroeg bewoning. De meest noordelijke steen werd door de inwoners en de jagers uit het neolithicum gebruikt om hun werktuigen, messen en pijlen te slijpen en glad te polijsten. Hierdoor ontstonden er in deze steen groeven en een polijstvlak.
Na het neolithicum kwamen de stenen volledig onder het zand te zitten. Ze werden terug ontdekt in 1862. In 1922 onderzocht professor Joseph Hamal-Nandrin van de Universiteit van Luik het terrein en ontdekte zo de polijststeen. Hij telde op de steen in totaal 51 groeven en 1 polijstvlak.
In 1987, 20 jaar na de bescherming als landschappelijk erfgoed, werd het terrein opnieuw onderzocht en vond men naast verscheidene prehistorische voorwerpen ook bewerkte en onbewerkte vuursteenschilfers.
In 2006 werden een aantal stenen die opnieuw onder het zand en de begroeiing waren komen te liggen opnieuw uitgegraven zodat de mossen geen kans hebben om de gaten aan te tasten. Het terrein werd toegankelijker gemaakt voor bezoekers en er werden zitbanken en infoborden geplaatst.

## Fotogalerij

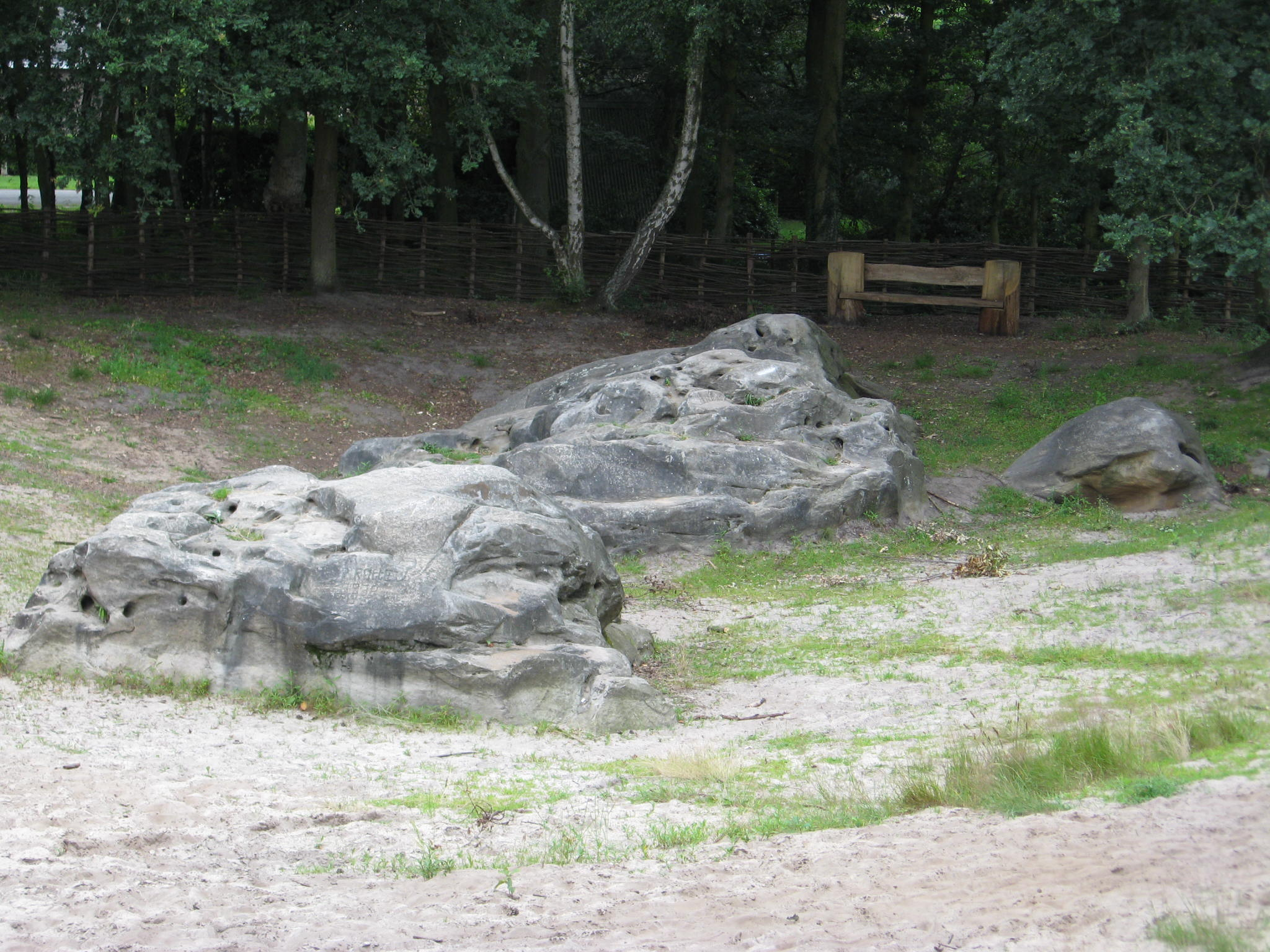
Uitgegraven stenen
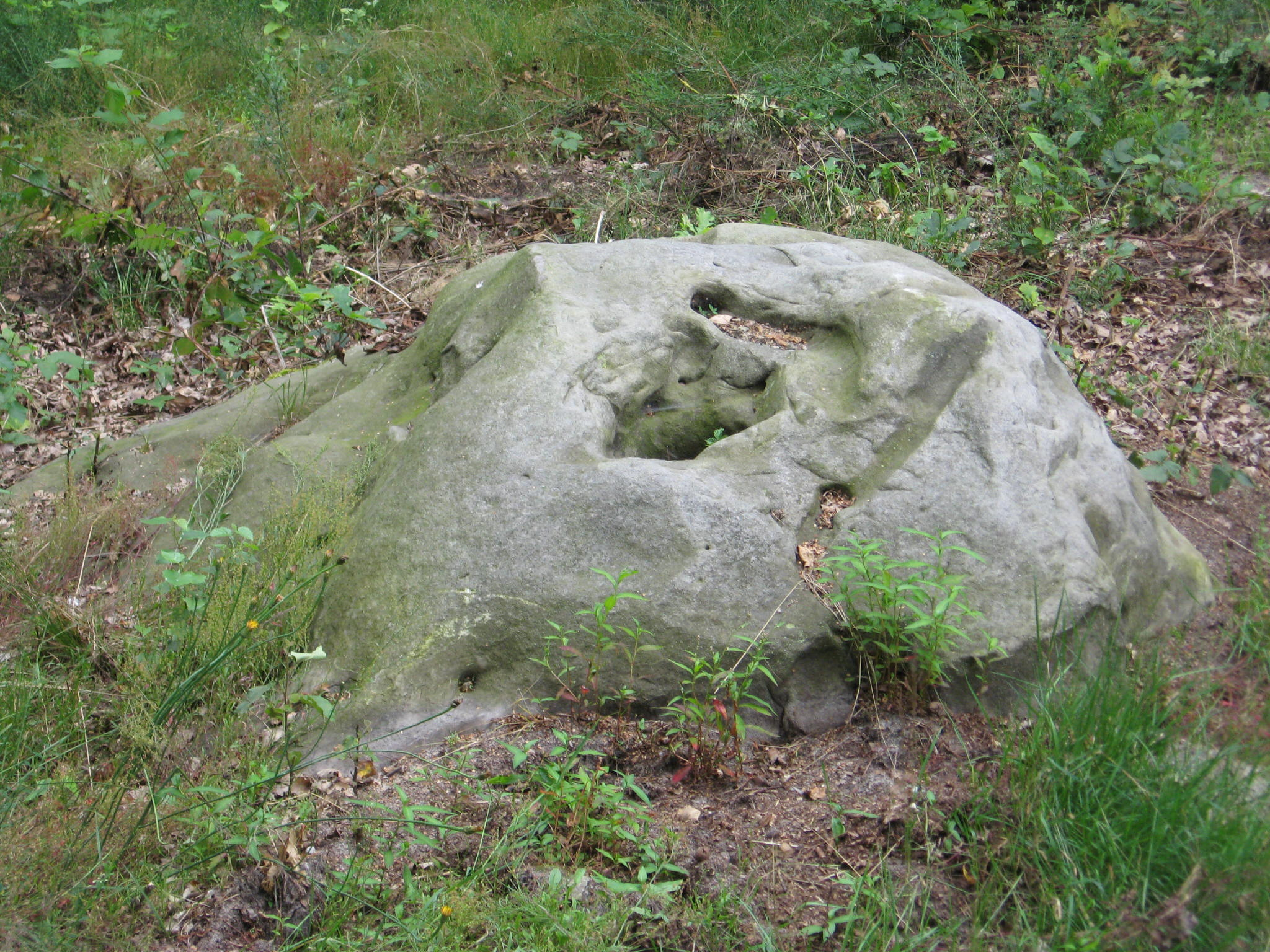
Grillige gaten in de stenen
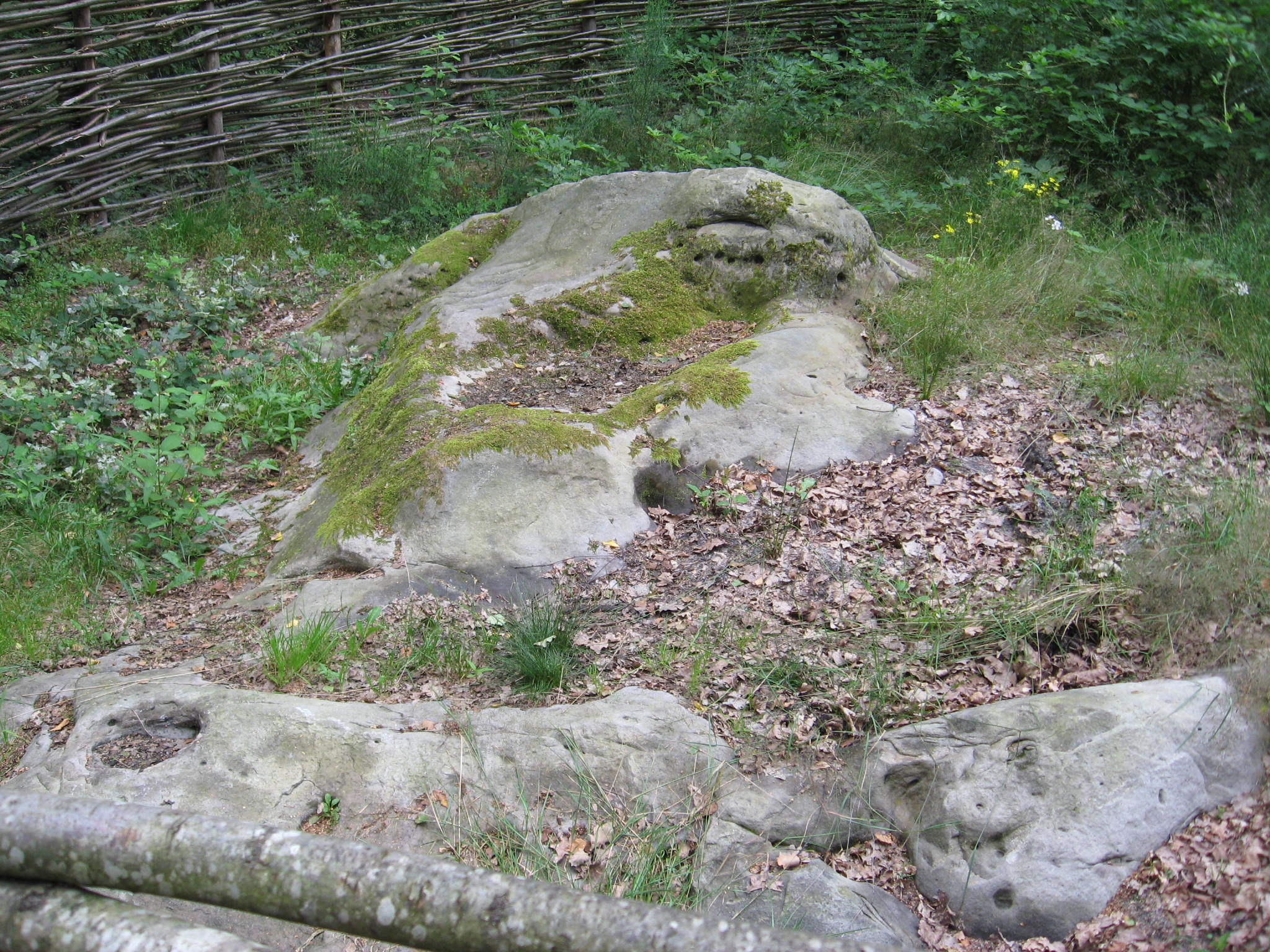
Een steen onder het zand en de begroeiing